# Emiliano Mondonico
Emiliano Mondonico (ur. 9 marca 1947 w Rivolta d’Adda, zm. 29 marca 2018 w Mediolanie) – włoski piłkarz grający na pozycji napastnika, trener piłkarski.

## Kariera piłkarska

### Kariera klubowa
Był wychowankiem lokalnego klubu Rivoltana. W 1966 zadebiutował w US Cremonese. W 1968 został zaproszony do Torino FC. W 1970 przeszedł do AC Monza. Po roku przeniósł się do Atalanty BC. W 1972 wrócił do US Cremonese, w którym zakończył karierę piłkarza w roku 1979.

## Kariera trenerska
Po zakończeniu kariery piłkarskiej rozpoczął w 1981 pracę szkoleniową. Prowadził kluby US Cremonese, Como 1907, Atalanta BC, Torino FC, SSC Napoli, Cosenza Calcio, ACF Fiorentina, UC AlbinoLeffe i Novara Calcio. W 1988 doprowadził Atalantę do półfinału Pucharu Zdobywców Pucharu.
Zmarł 29 marca 2018 w wyniku choroby nowotworowej.

## Sukcesy

### Sukcesy klubowe
Atalanta Bergamo
- półfinalista Pucharu Zdobywców Pucharów: 1987/88

Torino FC
- zdobywca Pucharu Mitropa: 1991
- zdobywca Coppa Italia: 1992/93